# Qingryllus
Qingryllus är ett släkte av insekter. Qingryllus ingår i familjen syrsor.
Kladogram enligt Catalogue of Life:
| Qingryllus | \| \| Qingryllus chuannanensis \| \| \| \| \| \| Qingryllus striofemorus \| \| \| \| |
|            | \| \| Qingryllus chuannanensis \| \| \| \| \| \| Qingryllus striofemorus \| \| \| \| |
|            | Qingryllus chuannanensis                                                             |
|            |                                                                                      |
|            | Qingryllus striofemorus                                                              |
|            |                                                                                      |